# MBCGame
MBCGame (Hangeul: MBC게임, 엠비씨게임) war ein südkoreanischer Fernsehsender und zugleich Ausrichter und Berichterstatter von E-Sport-Wettkämpfen. Der Fernsehsender war eine Tochtergesellschaft der Munhwa Broadcasting Corporation, die eines der vier größten Fernseh- und Radionetzwerke in Südkorea betreiben. Anfang 2012 wurde der Sendebetrieb eingestellt.
MBCGame übertrug zusammen mit OnGameNet die Proleague und veranstaltete zudem die hauseigene MBCGame StarLeague, beide für das Computerspiel StarCraft. Früher richtete der Fernsehsender zudem die MBCGame International League (MIL) in Counter-Strike und Warcraft III aus. Diese war gleichzeitig die südkoreanische Qualifikation für den Electronic Sports World Cup. Neben diesen Ligen gab es auch Wettbewerbe in FIFA, Winning Eleven, Dead or Alive 4, und Age of Empires 3.

## MBCGame StarCraft League
Die MBCGame StarCraft League (MSL) gehörte zusammen mit der OnGameNet Starleague und der gemeinschaftlichen Proleague zu den wichtigsten StarCraft-Ligen in Südkorea. Die Liga bestand aus einer Gruppenphase mit 32 Teilnehmern sowie anschließenden Playoffs. Das Preisgeld pro Auflage betrug zuletzt 116 Millionen Won (etwa 100.000 $). 
| Jahr    | Name                       | Preisgeld     | Sieger                    | Zweiter                  |
| ------- | -------------------------- | ------------- | ------------------------- | ------------------------ |
| 2003    | Stout MSL                  | unbekannt     | Kang „Nal_rA“ Min         | Lee „NaDa“ Yoon-yeol     |
| 2003    | TriGem MSL                 | unbekannt     | Choi „iloveoov“ Yun-sung  | Hong „YellOw“ Jin-ho     |
| 2004    | CEN Game MSL               | unbekannt     | Choi „iloveoov“ Yun-sung  | Lee „NaDa“ Yoon-yeol     |
| 2004    | SPRIS MSL                  | unbekannt     | Choi „iloveoov“ Yun-sung  | Park „Kingdom“ Yong-wook |
| 2004/05 | YATGK MSL                  | unbekannt     | Park „GoRush“ Tae-min     | Lee „NaDa“ Yoon-yeol     |
| 2005    | UZOO MSL                   | unbekannt     | Ma „sAviOr“ Jae-yoon[*]   | Park „Reach“ Jung-suk    |
| 2005/06 | CYON MSL                   | unbekannt     | Jo „ChoJJa“ Yong-ho       | Ma „sAviOr“ Jae-yoon     |
| 2006    | Pringles MSL I             | 070,000,000 ₩ | Ma „sAviOr“ Jae-yoon[*]   | Kang „Nal_rA“ Min        |
| 2006    | Pringles MSL II            | 070,000,000 ₩ | Ma „sAviOr“ Jae-yoon[*]   | Shim „Silver“ So-myung   |
| 2006/07 | GOMTV MSL I                | 070,000,000 ₩ | Kim „Bisu“ Taek-yong      | Ma „sAviOr“ Jae-yoon     |
| 2007    | GOMTV MSL II               | 116,000,000 ₩ | Kim „Bisu“ Taek-yong      | Song „Stork“ Byung-goo   |
| 2007    | GOMTV MSL III              | 116,000,000 ₩ | Park „Mind“ Sung-gyoon    | Kim „Bisu“ Taek-yong     |
| 2008    | GOMTV MSL IV               | 116,000,000 ₩ | Lee „Jaedong“ Jae-dong    | Kim „Kal“ Ku-hyun        |
| 2008    | Arena MSL                  | 116,000,000 ₩ | Park „fOrGG“ Ji-soo       | Lee „Jaedong“ Jae-dong   |
| 2008    | ClubDay Online MSL         | 116,000,000 ₩ | Kim „Bisu“ Taek-yong      | Heo „JangBi“ Yeong-moo   |
| 2009    | Lost Saga MSL              | 116,000,000 ₩ | Park „Luxury“ Chan-soo[*] | Heo „JangBi“ Yeong-moo   |
| 2009    | Avalon MSL                 | 116,000,000 ₩ | Kim „Calm“ Yoon-hwan      | Han „Kwanro“ Sang-bong   |
| 2009/10 | Nate MSL                   | 116,000,000 ₩ | Lee „Jaedong“ Jae-dong    | Lee „FlaSh“ Young-ho     |
| 2010    | Hana Daetoo Securities MSL | 116,000,000 ₩ | Lee „FlaSh“ Young-ho      | Lee „Jaedong“ Jae-dong   |
| 2010    | BigFile MSL                | 116,000,000 ₩ | Lee „FlaSh“ Young-ho      | Lee „Jaedong“ Jae-dong   |
| 2010/11 | PDPop MSL                  | 116,000,000 ₩ | Shin „Hydra“ Dong-won     | Cha „Great“ Myung-hwan   |
| 2011    | ABC Mart MSL               | 116,000,000 ₩ | Lee „FlaSh“ Young-ho      | Kim „Zero“ Myung-woon    |

[*] aufgrund der Beteiligung am KeSPA Wettmanipulationsskandal wurden diese Titel nachträglich aberkannt.